# Ahmed Cemal Eringen
Ahmed Cemal Eringen (* 15. Februar 1921 in Kayseri, Türkei; † 7. Dezember 2009) war ein türkisch-US-amerikanischer Ingenieurwissenschaftler. Er war Professor an der Princeton University.
Eringen studierte an der Technischen Universität Istanbul mit dem Diplom-Abschluss 1943 und arbeitete dann bei der Turkish Aircraft Co. bis 1944. 1944/45 war er Trainee bei der Glenn L. Martin Company und war ab 1945 Gruppenleiter bei der Turkish Air League Company. Er setzte sein Studium am Polytechnic Institute in Brooklyn fort, an dem er 1948 in angewandter Mechanik promoviert wurde. 1948 wurde er Assistant Professor am Illinois Institute of Technology, 1953 Associate Professor und 1955 Professor an der Purdue University. Ab 1966 war er Professor für Luftfahrttechnik und Mechanik an der Princeton University und ab 1974 war er dort Professor für Kontinuumsphysik, Bauingenieurwesen und Numerische und Angewandte Mathematik. 1991 emeritierte er.
Er befasste sich mit Kontinuumsmechanik, Elektrodynamik von Kontinua und Material-Theorien.
1981 erhielt er einen Ehrendoktor der University of Glasgow (D. Sc.). 1973 erhielt er den Distinguished Service Award und 1976 den ihm zu Ehren so benannten A. C. Eringen Medal der Society of Engineering Science, deren Präsident er 1963 bis 1973 war.
Eringen war seit 1949 verheiratet und hat vier Kinder.

## Schriften
- Nonlocal continuum field theories, Springer Verlag 2002
- Microcontinuum field theories, 2 Bände, Springer Verlag 1999
- mit Gérard Maugin: Electrodynamics of continua, 2 Bände, Springer Verlag 1990
- mit Erhan Kiral:  Constitutive equations of nonlinear electromagnetic-elastic crystals, Springer Verlag 1990
- (Herausgeber): Continuum Physics, 4 Bände, Academic Press, 1974–1976
- mit Erdogan S. Suhubi: Elastodynamics, Academic Press 1974
- Mechanics of Continua, Wiley 1967
- Nonlinear theory of continuous media, McGraw Hill 1962